# Грабенштеттен
Грабенштеттен (нім. Grabenstetten) — громада в Німеччині, знаходиться в землі Баден-Вюртемберг. Підпорядковується адміністративному округу Тюбінген. Входить до складу району Ройтлінген.
Площа — 14,53 км2. Населення становить 1696 ос. (станом на 31 грудня 2020).